# Mark Ginzburg
Mark Zinóviovich Ginzburg (nacido 28 de septiembre de 1956) es un empresario y figura pública estadounidense y ucraniano, vicepresidente del club de fútbol "Dinamo de Kiev" sobre la innovación.

## Biografía
Nació en la familia judía de Zinoviy Meirovych y Nina Borysivna Ginzburg. Comprometido en sambo, ganando la All-Union Spartakiad entre los escolares, más tarde se convirtió en un Maestro de Deportes de la URSS. Después de graduarse de la escuela secundaria No. 118 en 1973, ingresó en la Universidad Técnica de Comunicación e Informática de Moscú, después de lo cual trabajó como ingeniero eléctrico desde 1979. hasta 1988 en la Kyiv planta de construcción de maquinaria de Artem Kyiv y luego jefe del departamento de puesta en marcha y puesta en marcha de "Minlegharcmash". En 1988 emigró a Estados Unidos con su familia. Trabajó como taxista en Nueva York durante tres años.
Desde principios de la década de 1990, ha estado involucrado en actividades de desarrollo en Nueva York y Miami Beach y actividades de inversión en Ucrania. En 1992 fundó una de las cinco primeras empresas estadounidense-ucranianas, el holding de construcción "MTN", y más tarde, en 2009, el holding de inversión ucraniano "UIH", que construyó varios cientos de miles de metros cuadrados de inmuebles comerciales en la ciudad. de Kiev y Región de Kiev (centros comerciales y de oficinas, un hotel en el centro de Kiev y un complejo de conferencias hotel-restaurante en el Embalse de Kiev). En 1996, invirtió y construyó la primera empresa 100% privada en la industria de refinación de petróleo de Ucrania, la Planta de Procesamiento de Condensado de Gas MTN Poltava, realizando negocios en Ucrania. En 2007, después de negociaciones con D. Trump, intentó construir un rascacielos cerca de la Plaza Europea diseñado por el arquitecto Norman Foster, pero esto fue impedido por la crisis financiera de 2007-2008. No abandonaremos estos planes en el futuro.
Desde 2017, se ha centrado en la digitalización de Kiev y la implementación de tecnologías blockchain a nivel estatal (Kyiv Smart City, registros estatales, contratación pública y similares), así como la implementación de inteligencia artificial. En julio de 2017, participó en la cumbrey Richard Branson en la isla de Necker, que reunió a líderes mundiales en el campo de la innovación. El 25 de septiembre del mismo por primera vez en la historia vendió bienes raíces por criptomoneda bajo un contrato inteligente, el comprador del apartamento fue el fundador de la publicación en línea TechCrunch Michael Arrington. El acuerdo fue mediado por la plataforma internacional Propy, Ministerio de Justicia de Ucrania y Agencia Estatal para el Gobierno Electrónico de Ucrania. El 18 de mayo de 2018 habló como orador en la conferencia anual TEDx, que se celebró en Ulaanbaatar con el tema del informe "Erradicación de la corrupción en las más altas esferas niveles de poder utilizando la tecnología blockchain". En 2021, organizó y llevó a cabo la primera venta mundial de entradas NFT para partidos de fútbol, que luego se generalizó entre algunos clubes de fútbol, baloncesto y hockey del mundo.
Trabajando con las empresas de Hong Kong Hanson Robotics y AngelVest, durante otra visita a Hong Kong en agosto de 2018, entrevisté a ginoide Sophia, directamente en el mismo laboratorio donde fue creado. En octubre del mismo año, organizó una visita oficial del robot Sofía a Ucrania. El 11 de octubre, reunión del robot Sofía con el Primer Ministro de Ucrania Volodímir Groisman, que dio lugar a la firma de un memorando sobre la cooperación entre el gobierno de Ucrania y las empresas de Hong Kong Hanson Robotics y AngelVest en relación con el desarrollo de la robótica y la inteligencia artificial en Ucrania. Al día siguiente, 12 de octubre, por iniciativa suya, Se celebró la final del concurso ucraniano de ideas y startups "Inteligencia artificial" y robótica". En este evento, además de él, entre los miembros del jurado se encontraban el director financiero de Hanson Robotics y el director ejecutivo de AngelVest, David Chen y el robot ginoide Sophia. Más de 400 equipos y nuevas empresas de toda Ucrania presentaron solicitudes para participar en el concurso y 12 finalistas demostraron un alto nivel de desarrollo internacional. Según la opinión unánime del jurado, fueron elegidos como ganadores 3 proyectos que cumplen con los altos estándares de Silicon Valley. Ese mismo año, fue invitado desde Kiev al foro alcalde de la Nueva Ruta de la Seda en Astaní. En 2023, se convirtió en embajador del Global BlockChain Business Council (GBBC).
Participa en actividades educativas en el campo de la inteligencia artificial y la robótica, y es el presidente de la Federación Ucraniana de Robótica. Dio conferencias en universidades ucranianas, incluida la Universidad de Kiev, la Universidad Nacional Academia Kyiv-Mohyla, el Instituto Politécnico de Kiev Ígor Sikorski, la Kyiv Universidad Nacional de Economía Vadym Hetman, la Universidad Nacional de Biorecursos y gestión de la naturaleza de Ucrania, el Instituto de Relaciones Internacionales de Kiev, Universidad Politécnica Nacional de Odesa, Instituto Cooperativo de Derecho y Negocios de Kiev, Universidad de Banca y Universidad Pedagógica Estatal de Uman que lleva el nombre de Pavlo Tychyna. En mayo de 2022, dijo que su hijo daría un concierto en Estados Unidos en apoyo del hospital "Okhmatdyt" de Kiev. El concierto tuvo lugar en Nueva York, cuyos ingresos se destinaron a la cuenta del mencionado Centro Ucraniano para la Protección de Madres y Niños.
Colecciona obras de arte, incluidas obras de Picasso, Chagalla, Toulouse-Lautreca, Rodina, Modigliani, Dalí, Warhol y otros. En septiembre de 2011, en una subasta de Nueva York, Guernsey adquirió un archivo de 2.562 fotografías en blanco y negro de The Beatles con negativos y copyright, estas fotos tomadas en 1960-1964 Astrid Kirchherr.

## Familia
- Esposa: Tetyana Volodymyrivna Yasynska (nacida el 4 de diciembre de 1959): maestra de deportes de clase internacional en gimnasia acrobática, campeona múltiple de la URSS y de Europa, ganadora y premiada de competiciones internacionales. Vive con sus hijos en Hewlett Harbor, estado Nueva York.
- Hija: Iryna Markovna Ginzburg (nacida en 1983), productora de cine, vive en Los Ángeles.
- Hijo: Vladyslav Markovych Ginzburg (nacido en 1987), director ejecutivo de Blockparty, una empresa que opera en el campo de NFT y la tecnología blockchain en el mercado estadounidense.[30][31][32] Y su empresa es una de las líderes en esta dirección.[33][34]
- Hijo: Anthony Mathanel Ginzburg (nacido en 2005), pianista, actúa en el escenario del Carnegie Hall y el Lincoln Center, laureado en concursos internacionales para jóvenes pianistas. En el verano de 2022, fue laureado en concursos de piano en Salzburgo (segundo lugar), Ámsterdam (segundo lugar) y París (primer lugar). También está entre los 100 primeros del mundo por memorizar el número de dígitos después del punto decimal de π, nombrando 2500 dígitos de memoria.[35] El 23 de marzo de 2023, mejoró a 3141 dígitos en 20 minutos.[36]
- El primo de su padre es el premio Nobel, académico de la Academia de Ciencias de la URSS Vitali Lázarevich Guínzburg.
- Es sobrino nieto de Lev Borysovych Ginzburg.[37]

## Literatura
- "Fútbol", núm. 13 (1917), 18-21 de febrero de 2021. Pág. 9-10.

## Enlaces
- Mark Ginzburg contó por qué la Torre Trump no apareció en Kiev
- Entrevista de Yevgeny Chernyak con el desarrollador e inversor en criptomonedas Mark Ginzburg
- Mark Ginsburg: Blockchain es una retribución tecnológica que alcanzará a la corrupción
- Ginzburg, quien una vez se jactaba de su amistad con Kadyrov, vendiendo el collar de diamantes de Lady Di para ayudar a Ucrania
- Página en Twitter
- Canal en YouTube

- Datos: Q123373892
- Multimedia: Mark Ginzburg / Q123373892